# Moriah-Synagoge (Warschau)
Die Moriah-Synagoge von Warschau war die Synagoge der Zionisten der Warschauer Juden.

## Geschichte
Die Moriah-Synagoge befand sich an der Dzielna Straße 7 in Warschau. Dieses Gebäude wurde im Auftrag des jüdischen zionistischen Gemeinschaft  Moriah im Jahre 1908 errichtet. 1939 demolierten die deutschen Besatzer die Synagoge. Am 20. Mai 1941 erlaubte das NS-Regime die Eröffnung von drei Synagogen im Gebäude der früheren Moriah-Synagoge. Nach dreimonatiger Renovierung konnte am 6. September 1941 die Synagoge wieder eingeweiht werden. An der Einweihungsfeier nahmen der Kantor Israel Mowsza Rudnicki, der Chor unter Führung des Doktors Gutwerk, der Rabbiner Goldsztejn und Izaak Nisenbaum teil. Im September 1942 wurde bei der Bombardierung des Warschauer Ghettos auch dieser Sakralbau vernichtet.
Koordinaten: 52° 14′ 46″ N, 20° 59′ 30,7″ O